# Жумабекова, Рысты Маговьяновна
Рысты Маговьяновна Жумабекова (каз. Рысты Мағауияқызы Жұмабекова; 2 января 1952, Калачинский район, Омской области, РСФСР, СССР) — казахстанский общественный деятель, ветеран педагогики и государственной службы. Депутат Мажилиса Парламента Республики Казахстан I созыва (1995—1999).

## Биография
Родился 2 января 1952 года в селе Беловка Калачынского района Омской области РСФСР.
В 1978 году окончила филологический факультет Павлодарский педагогический институт по специальности учитель русского языка и литературы и в 1998 году Алматинский государственный университет им. Абая по специальности юрист.
В 2001 году защитила кандидатскую диссертацию, на тему: «Образование для всех» как условие совершенствования системы среднего общего образования.
Трудовую деятельность начала старшей пионервожатой, затем учителем Коминтерновской СШ Краснокутского района Павлодарской области.
С 1978 по 1981 год — директор Харьковской СШ Краснокутского района, заведующий Краснокутским районным отделом образования.
С 1993 по 1995 год — заместитель акима Актогайского района Павлодарской области.
С 1995 по 1999 год — Депутат Мажилиса Парламента Республики Казахстан I созыва, член и секретарь Комитета по социально-культурному развитию.
С 1999 по 2001 год — председатель Комитета среднего и профессионального образования Министерства здравоохранения, образования и спорта РК, директор Департамента среднего общего и начального профессионального образования Министерства образования и науки РК.
С 2001 по 2010 год — заместитель акима Павлодарской области.
С 2010 по 2013 год — Директор департамента по защите прав детей города Астана.
С 2013 по 2016 год — Директор департамента мониторинга и анализа в социально-трудовой сфере АО «Информационно-аналитический Центр по проблемам занятости» МЗСР РК.

## Награды и звания
- Указом президента Республики Казахстан от 12 декабря 2005 года награждена орденом «Курмет».[4]
- Почётный гражданин города Павлодара и Павлодарской области (12 декабря 2016 года)[5][6]
- Нагрудный знак «Отличник образования Республики Казахстан».
- Нагрудный знак «Отличник здравоохранения Республик Казахстан».
- Нагрудный знак «Отличник культуры Республик Казахстан».
- Правительственные медали, в том числе:
  - Медаль «Астана» (1998)
  - Медаль «10 лет независимости Республики Казахстан» (2001)
  - Медаль «20 лет Конституции Республики Казахстан» (2005)
  - Медаль «10 лет Астане» (2008)
  - Медаль «20 лет независимости Республики Казахстан» (2011)
  - Медаль «Ветеран труда» Казахстана (2015) и др.